# Haworthia cymbiformis var. ramosa
"'Haworthia cymbiformis var. ramosa, és una varietat de Haworthia arachnoidea del gènere Haworthia de la subfamília de les asfodelòidies.
"															

## Descripció
'Haworthia cymbiformis var. ramosa és una patita planta suculenta amb fulles suaus de color verd llima en forma de roseta ajustada amb puntes semitranslúcides. Les rosetes són petites i tenen un diàmetre d’uns 3-4 ”. Es compensarà per formar un bonic cúmul estret. La planta creix millor amb llum/ombra filtrada. Les flors creixen en tiges fines i llargues i són de color blanc amb mitges venes verdoses/marrons.

## Distribució i hàbitat
Aquesta varietat creix a la província sud-africana del Cap Oriental on només se coneix per una llarga paret rocosa en forma de mitja lluna al nord de Woolridge, on les plantes varien des de plantes normals sense tija a plantes amb tiges cada cop més creixents en un gradient d'oest a est.

## Taxonomia
Haworthia cymbiformis var. ramosa va ser descrita per Martin Bruce Bayer i publicat a Haworthia Revisited 60, a l'any 1999.
Etimologia
Haworthia: nom en honor del botànic britànic Adrian Hardy Haworth (1767-1833).
cymbiformis: epítet llatí que significa "en forma de barca".
var. ramosa: epítet llatí que significa "amb moltes branques".
Basiònim
- Haworthia ramosa G.G. Sm.[3]